# Fedeshk
Fedeshk (persiska: فدشک) är en ort i Iran.   Den ligger i provinsen Khorasan, i den östra delen av landet, 800 km öster om huvudstaden Teheran. Fedeshk ligger 1 267 meter över havet och antalet invånare är 684.
Terrängen runt Fedeshk är lite kuperad.Runt Fedeshk är det glesbefolkat, med 12 invånare per kvadratkilometer. Närmaste större samhälle är Khūsf, 8,0 km nordost om Fedeshk. Trakten runt Fedeshk är ofruktbar med lite eller ingen växtlighet.